# Ludwig Reichenbach
Heinrich Gottlieb Ludwig Reichenbach (8 de gener de 1793 - 17 de març de 1879) va ser un botànic i ornitòleg alemany.
Era fill de Johann Friedrich Jakob Reichenbach, autor l'any 1818 del primer diccionari grec-alemany. Va ser el pare de l'especialista en orquídies Heinrich Gustav Reichenbach.
Reichenbach nasqué a Leipzig i des de 1810, estudià medicina i ciències naturals en la seva universitat. Va ser un dels fundadors del zoo de Dresden.
Reichenbach va ser un autor prolífic i un artista botànic capacitat.
L'honoren l'espècie de viola: Viola reichenbachiana Jord. ex Bor. (sinònims V. sylvatica (Hartm.) Fr. ex Hartm.i V. sylvestris Lam. p.p.) i Anabathmis reichenbachii.

## Publicacions
- Conspectus Regni Vegetabilis (1828)
- Flora germanica excursoria (1830–32, 2 toms)
- Flora exotica (1834–36)
- Flora germanica exsiccata (1830–45)
- Übersicht des Gewächsreichs und seiner natürlichen Entwickelungsstufen (1828)
- Handbuch des natürlichen Pflanzensystems (1837)
- Das Herbarienbuch (1841)
- Abbildung und Beschreibung der für Gartenkultur empfehlenswerten Gewächse (1821–26, amb 96 plaques)
- Monographia generis Aconiti (1820, with 19 plates)
- Illustratio specierum Aconiti generis (1823–27, amb 72 plaques)
- Iconographia botanica s. plantae criticae (1823-1832, amb 1,000 plaques)
- Iconographia botanica exotica (1827–30)
- Regnum animale (1834–36, with 79 plates)
- Deutschlands Fauna (1842, 2 tomes)
- Vollständigste Naturgeschichte des In- und Auslandes (1845–54, 2 volums en 9 toms amb més de 1.000 plaques)